# Heflin (Alabama)
Heflin è un comune degli Stati Uniti d'America situato nella contea di Cleburne dello Stato dell'Alabama.